# Organtino Gnecchi-Soldo
Organtino Gnecchi-Soldo (1530 - 22 de abril de 1609) fue un misionero italiano de la Compañía de Jesús, del período Nanban (1543-1650). Es un ejemplo de Nanbanjin (bárbaros del sur, como se llamaba a los occidentales), que visitó Japón en ese período. 
Con un motivo para promover el cristianismo en el este de Asia, Organtino se unió a la Compañía de Jesús y fue enviado a Japón en 1570 a través de la India portuguesa y la Malaca portuguesa. Ganándose el respeto de Oda Nobunaga, Organtino construyó el templo Nanban en Kioto en 1576, un monasterio y una iglesia en Azuchi junto al lago Biwa en 1580. También abrió una escuela religiosa. En resumen, hizo una gran contribución a la obra misional en Japón. 
Después de ser enviado a Nagasaki, murió allí el 22 de abril de 1609. 

## Biografía
Después de enseñar en los seminarios de Loreto y Goa (India), fue enviado a Japón. Fue un hombre de buen carácter, se hizo amigo de muchos contemporáneos japoneses, incluidos los no creyentes, quienes lo llamaban Urugan Bateren (宇留岸伴天連 padre Organtino?). Vivió durante unos 30 años en la capital imperial Kyō (京) y pudo entrar gracias a varios Daimyō (大名) o Shōgun (将軍) como Takayama Ukon (高山 右 近), Oda Nobunaga (織田 信長) y Toyotomi Hideyoshi (豊臣 秀吉), dejando en consecuencia para la posteridad valiosos testimonios sobre el período Sengoku (戦 国 時代, Sengoku-jidai) de Japón.
- 18 de junio de 1570: desembarco en Reihoku (苓 北), en la actual prefectura de Kumamoto (熊 本).[3]
- 1576: tenía una iglesia dedicada a la Asunción de María en Kyō llamada Nanbandera Nanbanji (南蛮寺).
- 1580: construyó un taller para Azuchi (安 土) en el lago Biwa (琵琶湖), en un terreno cedido por Oda Nobunaga.
- 1583: en Osaka (大 坂) obtiene audiencia con Toyotomi Hideyoshi .
- 22 de abril de 1609: murió enfermo en Nagasaki (長崎).[4]